# Walter Laufer
Walter Laufer (5. července 1906 Cincinnati, Ohio, USA - 1. září 1984 Midland, Texas, USA) byl americký plavec a olympijský vítěz z letních olympijských her 1928 v Amsterdamu.

## Kariéra
Na letní olympiádě v roce 1928 získal zlatou medaili ve štafetě na 4 x 200 metrů volným stylem a stříbrnou medaili v závodě 100 metru na znak. Skončil také pátý v závodu na 100 metrů volným stylem.
Laufer byl v roce 1973 uveden do Mezinárodní plavecké síně slávy.

## Osobní život
Laufer byl třikrát ženatý. Kolem roku 1929 si vzal Geneivieve Kleinofen, se kterou měl dvě děti (Walter Adam Laufer Jr., narozený 1. února 1931, a Nancy Louise Laufer, narozená 16. července 1932). Genevieve však dostala gastroenteritidu a kvůli komplikacím zemřela 8. ledna 1934.
V roce 1936 si Laufer vzal Marion Hengestenberg. Spolu měli jednu dceru (Susan Lee Laufer, narozená 23. srpna 1938). Marion nečekaně zemřela v roce 1972. O dva roky později, v roce 1974, se Laufer oženil s Wandou Cord Bockhorst, vdovou z Cincinnati.
Laufer zemřel ve věku 78 let při návštěvě svého syna v Midlandu v Texasu. Je pohřben na hřbitově v Cincinnati.